# Xã Dovray, Quận Murray, Minnesota
Xã Dovray (tiếng Anh: Dovray Township) là một xã thuộc quận Murray, tiểu bang Minnesota, Hoa Kỳ. Năm 2010, dân số của xã này là 152 người.